# Julius Exner
Johan Julius Exner (født 30. november 1825 i København, død 15. november 1910 sammesteds) var en dansk maler.
Julius Exner blev født i København. Efter sin konfirmation blev han, der allerede tidligt lagde lyst og evne til at tegne for dagen, sat i malerlære, men kom samtidig på Kunstakademiet og udviklede sig så hurtigt på her, at en af lærerne, J.L. Lund, snart opfordrede ham til helt at ofre sig for kunsten. 
|  |  | Exner besøgte nu Lunds og senere Eckersbergs malerskoler og udstillede i 1844 sit første billede, Parti af Kunstakademiets Figursal. Tre år efter fik han overrakt den Neuhausenske Præmie for et portræt. Flere arbejder af samme art fulgte efter, men på et tidspunkt så det ud til, at den unge kunstner skulle bukke under for, hvad han selv har kaldt sin "usalige lyst til at blive historiemaler". I slutningen af 1840'erne og begyndelsen af 1850'erne fuldendte han flere mindre værdifulde billeder over emner af fædrelandets historie. Det var Høyen, der åbnede hans øjne for de evner han besad og disse evners egentlige art, og hvis kloge ord førte ham ind i folkelivsmaleriet. Tilskyndet af ham gik Exner ud på Amager, og den første frugt af studierne dér, blev den legemsstore Amagerkone, som tæller sine penge, der var udstillet 1852 og blev erhvervet af statens samling. |

|  |  | Til denne kom senere Besøget hos bedstefaderen, der havde indbragt kunstneren udstillingsmedaljen i 1853. Herefter fulgte de figurrige kompositioner Episode af et gilde på Amager, Et gilde i Hedeboegnen samt Sorteperspillerne. Besøget hos bedstefaderen er en yndefuld idyl, en mild og elskværdig fortælling om gode mennesker, der er glade for hinanden. Hvad grundtonen angår, har det mange sidestykker i Exners produktion, således de almindelig kendte Et besøg af små fætre og kusiner hos den lille nydøbte; En lille pige lader en gammel mand lugte til en rose og Den lille rekonvalescent. |

Amagergildet skylder en stor del af sin virkning til den dygtighed, hvormed figurerne er placeret i forhold til hinanden og bevægede i de mest forskellige stillinger. Særlig værd får det desuden ved det gode humør, der hviler over det hele. 
Exner er ingen satiriker, hans lune er uden brod og viser sig også i mange af hans senere frembringelser, som Den forstyrrede middagshvile og Præsentation for en kender. Til sidstnævnte billede har Exner gjort studierne på Fanø, hvis folkeliv i hans senere år interesserede ham stærkt. Af sine ophold i udlandet har han haft forholdsvis ringe, direkte udbytte. Fra rejser i Sverige hjembragte han vel adskilligt kønt, men sydens herligheder – han var i 1854-1858 i Italien med Akademiets støtte – synes ikke at have kunnet påvirke ham.
Vurdering
Exner, der i 1864 blev medlem af Akademiet, og ved hvis skoler han var lærer 1872-1893, er blandt de danske figurmalere en af de uden tvivl mest populære. Grunden hertil ligger nærmest i den klarhed og lethed, hvormed han fortæller. Ikke mange forstår som han at få publikum i tale. Nogen dybtskuende psykolog kunne man nok ikke kalde ham. Hans karakterskildringer bevæger sig altid på overfladen, så figurerne snarere virker som typer end som individer. Men man kommer som antydet hurtigt og let på det rene med, hvad han har ment med dem. I god overensstemmelse med den ånd, der råder i Exners værker, fremhæves disse altid mere soignerede og tækkelige end karakteriserende i farve og foredrag.
Indtil sin sidste tid fortsatte han sin overordentlig frodige kunstneriske virksomhed og gjorde studier på Fanø samt deltog i udstillingerne på Charlottenborg. I mærkelig grad bevarede han sit øjes skarphed og sin hånds sikkerhed, og i det hele taget adskiller de omhyggeligt udarbejdede billeder, han i sin høje alder frembragte, sig næppe i væsentlig grad fra dem, der stammer fra hans kraftigste manddoms alder.
Exner blev titulær professor 1876, Ridder af Dannebrog 1869, Dannebrogsmand 1888, Kommandør af 2. grad 1892 og af 1. grad 1895.
Portrætteret
Geskel Saloman har tegnet Exner som ganske ung, August Jerndorff malet hans portræt til Charlottenborg; en tegning af Anton Dorph er skåret i træ af A. Kretzschmar 1862. Tegninger af Christian Bayer 1877 og Henrik Olrik 1882 på Frederiksborgmuseet. Han er portrætteret mellem tilhørerne på Constantin Hansens billede af Den grundlovgivende Rigsforsamling (1860-64, Frederiksborgmuseet) og af Viggo Johansen på Et Akademiraadsmøde (1904, Statens Museum for Kunst). Buste af Edvard Harald Bentzen 1907 (Frederiksborgmuseet). Træsnit 1868, 1880, af Carl Poulsen 1884, 1885 og af André Bork efter fotografi 1896.
Han er begravet på Holmens Kirkegård.

## Billeder
| - Værker af Julius Exner - Thyra Danebod forsøger at formilde Gorm den Gamles vrede mod nogle fangne kristne, 1849 - En fattig kone der venter på et krus øl i en bondestue, 1852 - En Amagerkone (tæller sine penge?), 1852 - Episode af et gilde på Amager, 1854 - Et bondegilde på Hedeboegnen, 1855 - En gondol, 1859 - Sorteperspillerne, 1862 |

| - Bedstemor bringer den første hilsen til den lille pige, der er kommet op fra sygelejet, 1867 - Præsentation for en kender, 1887 - I en tredjeklasses jernbanekupé, 1890 - Et telegram, 1893 - Den forstyrrede middagshvile, 1901 |